# Marenka
Marenka je žensko osebno ime.

## Izvor imena
Ime Marenka je različica ženskega osebnega imena Marija.

## Pogostost imena
Po podatkih Statističnega urada Republike Slovenije je bilo na dan 31. decembra 2007 v Sloveniji število  ženskih oseb z imenom Marenka: 6.

## Osebni praznik
Osebe z imenom Marenka godujejo takrat kot osebe z imenom Marija.